# Кућанец
Кућанец (хрв. Kućanec) је некадашње насељено место у саставу града Загреба, Хрватска.

## Историја
До територијалне реорганизације у Хрватској била је у саставу старе загребачке приградске општине Сесвете. На попису становништва из 2021. године, насеље је укинуто и заједно са насељима Вугер Село и Вугровец Доњи припојено је у ново самостално насеље Вугровец.

## Становништво
| Број становника према пописима | Број становника према пописима | Број становника према пописима | Број становника према пописима | Број становника према пописима | Број становника према пописима | Број становника према пописима | Број становника према пописима | Број становника према пописима | Број становника према пописима | Број становника према пописима | Број становника према пописима | Број становника према пописима | Број становника према пописима | Број становника према пописима | Број становника према пописима |
| ------------------------------ | ------------------------------ | ------------------------------ | ------------------------------ | ------------------------------ | ------------------------------ | ------------------------------ | ------------------------------ | ------------------------------ | ------------------------------ | ------------------------------ | ------------------------------ | ------------------------------ | ------------------------------ | ------------------------------ | ------------------------------ |
| 1857                           | 1869                           | 1880                           | 1890                           | 1900                           | 1910                           | 1921                           | 1931                           | 1948                           | 1953                           | 1961                           | 1971                           | 1981                           | 1991                           | 2001                           | 2011                           |
| 107                            | 118                            | 155                            | 191                            | 223                            | 191                            | 204                            | 196                            | 178                            | 167                            | 148                            | 133                            | 128                            | 153                            | 179                            | 228                            |

Напомена: На попису становништва из 2021. године, укинут и заједно са насељима Вугер Село и Вугровец Доњи спојен у ново самостално насеље Вугровец, које садржи део података од 1857. до 2011.